# Günter Hielscher
Günter Hielscher (* 24. Januar 1947 in Radebeul) ist ein deutscher Politiker (FDP, davor LDPD) und ehemaliges Mitglied des Sächsischen Landtages.

## Leben
Günter Hielscher besuchte bis 1963 die Polytechnische Oberschule „Martin Andersen Nexö“ in Radebeul-Niederlößnitz. Danach absolvierte er bis 1966 eine Berufsausbildung mit Abitur zum Chemiefacharbeiter im Arzneimittelwerk Dresden. Bis 1971 studierte Hielscher an der TU Dresden und erhielt seinen Abschluss als Diplom-Ingenieur an der Sektion Elektrotechnologie und Feingerätetechnik.
Im Jahr 1975 war er Assistent an der Universität und promovierte zum Dr.-Ing. Im gleichen Jahr war Hielscher Betriebsdirektor des VEB Elektro-Kontakt Dresden und im Jahr 1982 Betriebsdirektor des VEB Plastverarbeitung und Schweißtechnik Dresden. Im Jahr 1990 leitete er die Firma Kohlenstofferzeugnisse Dresden als Geschäftsführer.
Günter Hielscher war Mitglied des Präsidiums „Unternehmensforum DDR e. V.“ sowie Mitglied beim Vorstand des Verbandes der Sächsischen Metall- und Elektroindustrie e. V.
Hielscher ist verheiratet und hat zwei Kinder.

## Politik
Günter Hielscher wurde 1970 Mitglied der DDR-Blockpartei LDPD und war Nachfolgekandidat in der neunten Wahlperiode der Volkskammer (1986–1990). Er trat 1990 der FDP bei und war von Juni bis Oktober desselben Jahres als Nachfolger des ausgeschiedenen Dieter Hofmann Abgeordneter der zehnten und einzig frei gewählten Volkskammer. Außerdem war er zu der Zeit Mitglied im Kreisvorstand Dresden der FDP. 
Im Oktober 1990 wurde er für eine Wahlperiode bis 1994 über die Landesliste in den Sächsischen Landtag gewählt. Dort war er Vorsitzender des Ausschusses für Wirtschaft und Arbeit. Zudem war Hielscher Mitglied der 10. Bundesversammlung zur Wahl des siebten deutschen Bundespräsidenten.